# Lawrence Jackson (fotograf)

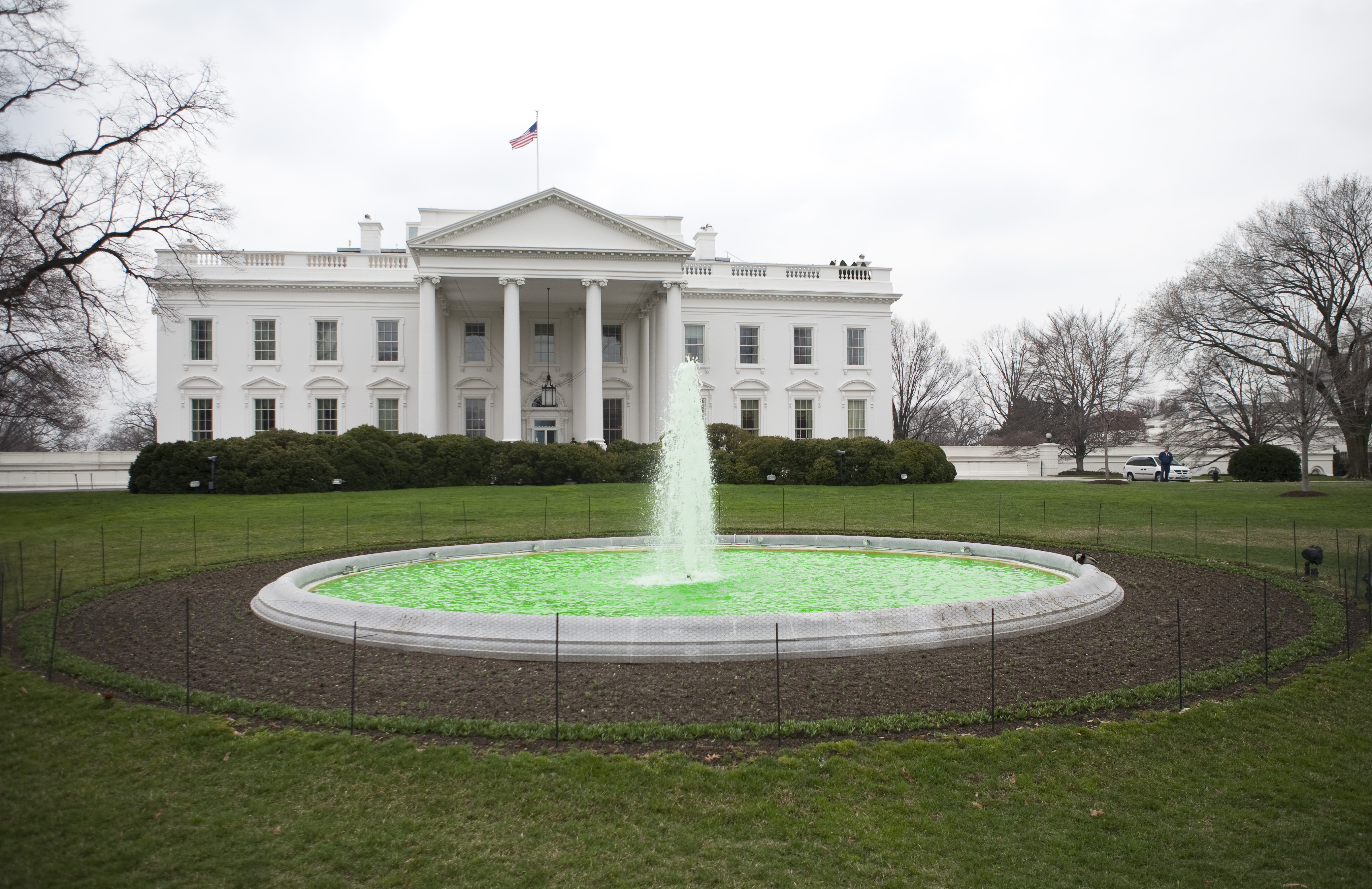
Jednou z prvních fotografií, které Jackson po nástupu do Obamovy administrativy pořídil, byly rybníky Bílého domu obarvené na zeleno na Den svatého Patrika.

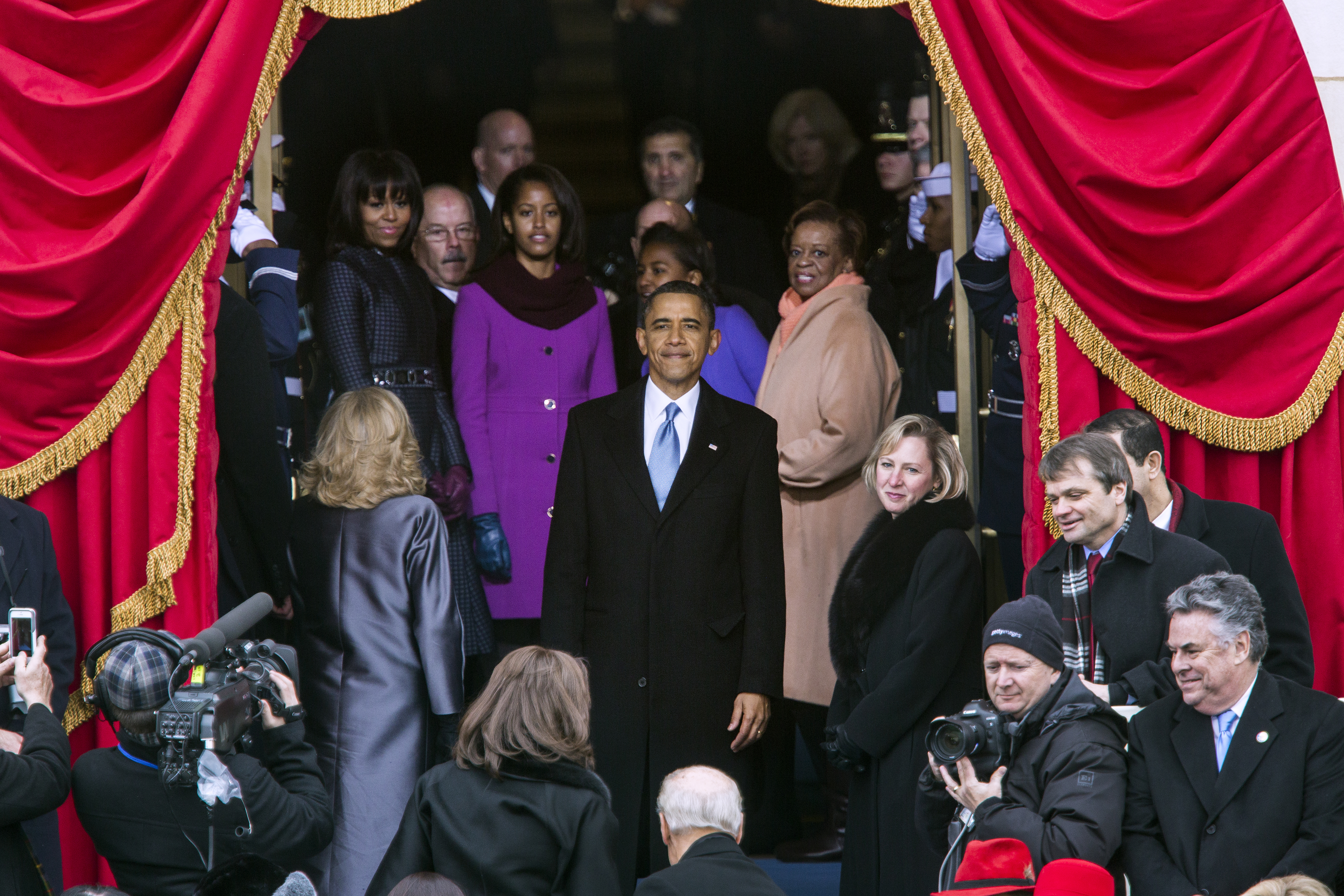
Barack Obama, jak jej vyfotografoval Jackson 21. ledna 2013, když se prezident zastavil, aby se podíval zpět na dav, který se účastní jeho druhé inaugurace.

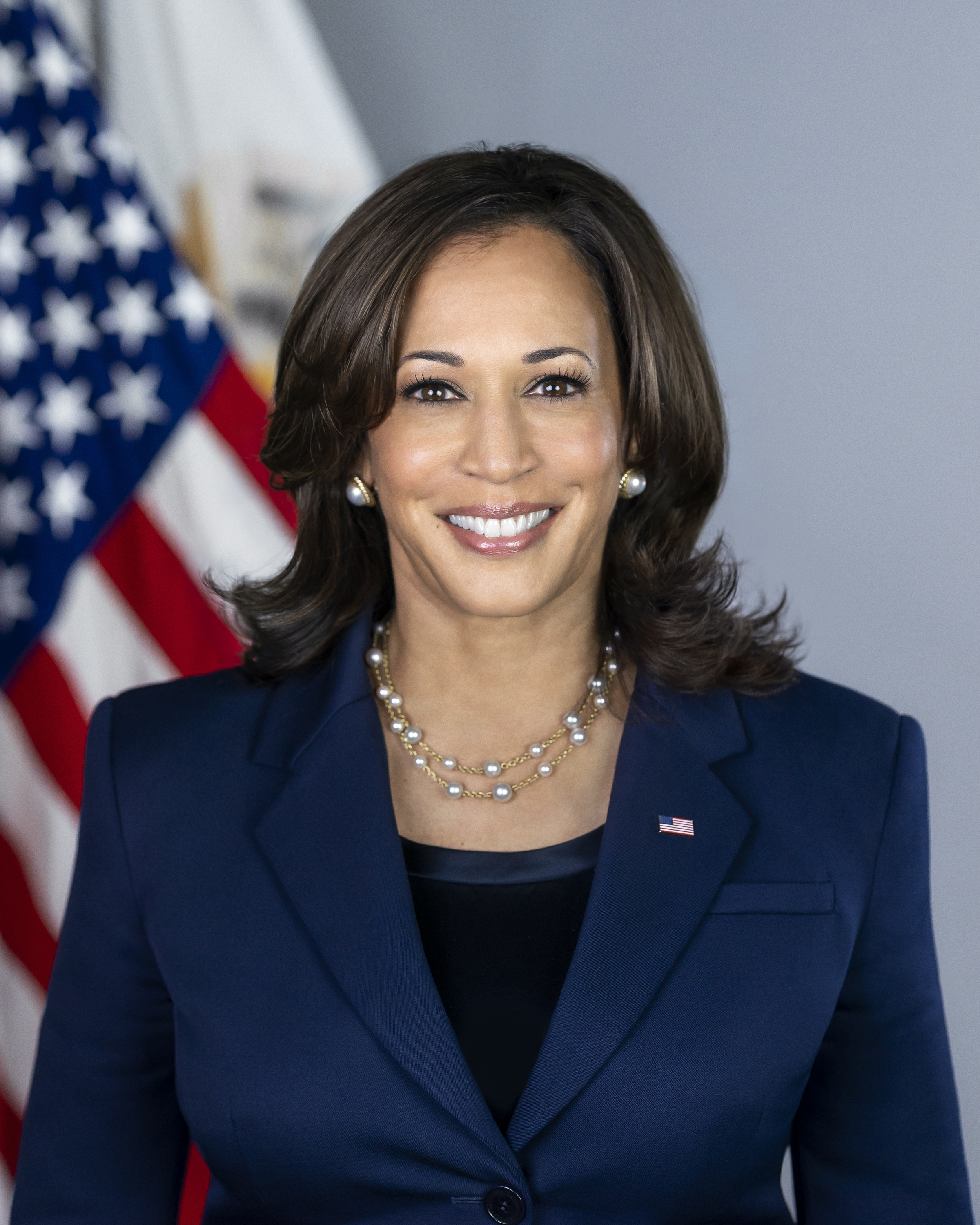
Portrét viceprezidentky Kamaly Harrisové, 5. března 2021

Lawrence Jackson (* ?, Richmond, Virginie) je americký fotožurnalista. Působí jako oficiální fotograf Bílého domu, který zastřešuje viceprezidentství Kamaly Harrisové. Působil také jako oficiální fotograf Bílého domu pro Obamovu administrativu.

## Životopis
Jackson se narodil v Richmondu ve Virginii. Navštěvoval střední školu George Wythea, kde pracoval pro středoškolské noviny. Bakalářský titul v oboru fotografie získal na James Madison University v roce 1990. Během studia na vysoké škole byl redaktorem fotografie pro The Breeze. Po ukončení studia pracoval jako stážista pro Landmark Communications.

## Kariéra
Jacksonova první práce fotografa na plný úvazek po promoci byla pro The Virginian-Pilot. V prosinci 2000 nastoupil do Associated Press (AP) jako štábní fotograf. Nejprve se sídlem v Bostonu, zabýval se sportem a také pracoval v Jižní Koreji. V roce 2002 se přestěhoval do Washingtonu, D.C., aby pracoval ve washingtonské kanceláři AP. Ve Washingtonu Jackson pokrýval národní politiku a washingtonský sport.

### Obamova administrativa
O volební noci roku 2008 se Jackson vydal na Lafayette Square v DC, kde se tisíce shromáždily, aby oslavily Obamovo vítězství ve volbách. Oslavu fotografoval pro agenturu AP. Během improvizované akce se Jackson stýkal s vysokoškolskými studenty, kteří si libovali v Obamově výhře. Inspirován touto zkušeností a jeho uznáním pro Baracka Obamu se rozhodl ucházet se o místo fotografa pro Obamovu administrativu. V rozhovoru pro WYNC v roce 2019 Jackson řekl, že pokud by se Hillary Clintonová stala prezidentkou, o tuto práci by nepožádal a řekl: „To není nic proti ní. To jen ukazuje, jak moc jsem si ho vážil a považoval jeho zprávu za důležitou.“ Pete Souza zavolal Jacksonovi a prošel s ním jeho portfolio v kavárně v Arlingtonu ve Virginii. Nabídl mu tuto práci. Zaváhal však v obavách o plat, který byl nižší než jeho plat v AP. Obával se, že nemůže uživit jeho ženu a dvě děti. Jeho žena Alicia ho však přesvědčila o opaku a nabídla, že se sama vrátí do práce.
Lawrence začal v březnu 2009. Jeho prvním úkolem bylo vyfotografovat rybníky Bílého domu, které byly obarveny na zeleno na oslavu Dne svatého Patrika. Jackson byl jediným afroamerickým fotografem v Obamově administrativě. Během svého osmiletého působení procestoval 42 zemí a pořídil půl milionu fotografií.

### Práce mezi správami
Jackson se po práci v Bílém domě stal fotografem na volné noze. V říjnu 2019 vydal knihu dokumentující jeho dobu v Obamově administrativě s názvem Yes We Did: Photos and Behind-the-Scenes Stories Celebrating Our First African American President. Obama poskytl předmluvu ke knize. Pracoval také jako fotograf pro Obamovu nadaci.
Během demokratických prezidentských primárek v roce 2020 Jackson pracoval pro Peta Buttigiega a Elizabeth Warrenovou a dokumentoval jejich čas na volební stopě. Byl štábním fotografem Harrisové v kampani Biden-Harrisová.

### Bidenova administrativa
Dne 15. ledna 2021 byl Jackson opět jmenován oficiálním fotografem Bílého domu a připojil se k administrativě, aby dokumentoval práci a život Kamaly Harrisové.

## Osobní život
Jackson je ženatý s Alicií Jacksonovou. Mají dvě děti.

## Publikace
- Yes We Did: Photos and Behind-the-Scenes Stories Celebrating Our First African American President. (Ano, udělali jsme: Fotografie a příběhy ze zákulisí oslavující našeho prvního afroamerického prezidenta) New York: TarcherPerigee (2019). ISBN 0525541012

## Galerie

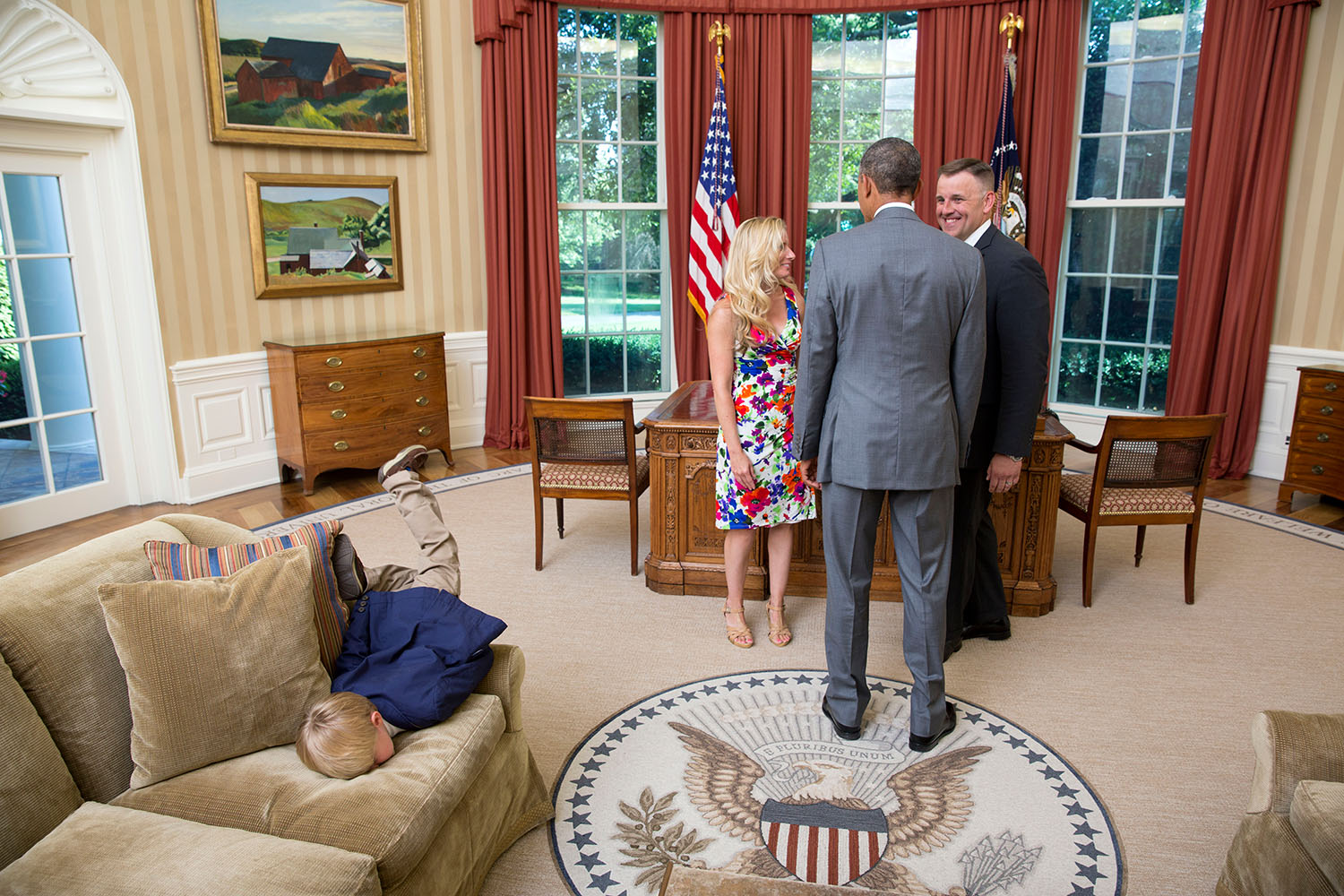
Tato fotografie se po zveřejnění na Flickru okamžitě stala virální. Fotograf Lawrence Jackson zachytil mladého chlapce, který v Oválné pracovně skočil na pohovku tváří dolů ve chvíli, kdy prezident Obama zdravil jeho rodiče - agenta tajné služby Spojených států a jeho ženu. 2014.
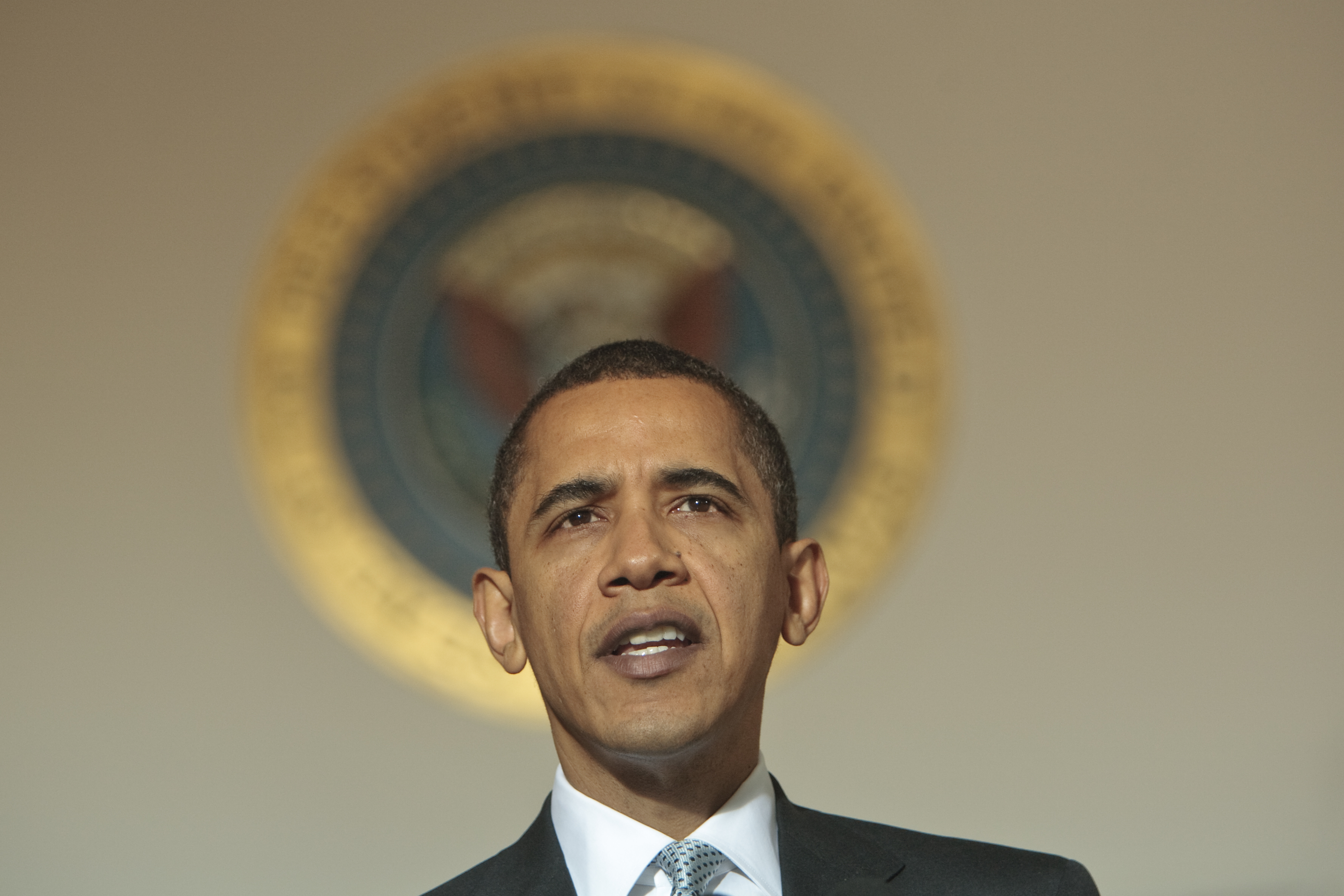
Barack Obama s klasickou kompozicí s kruhovým symbolem za hlavou
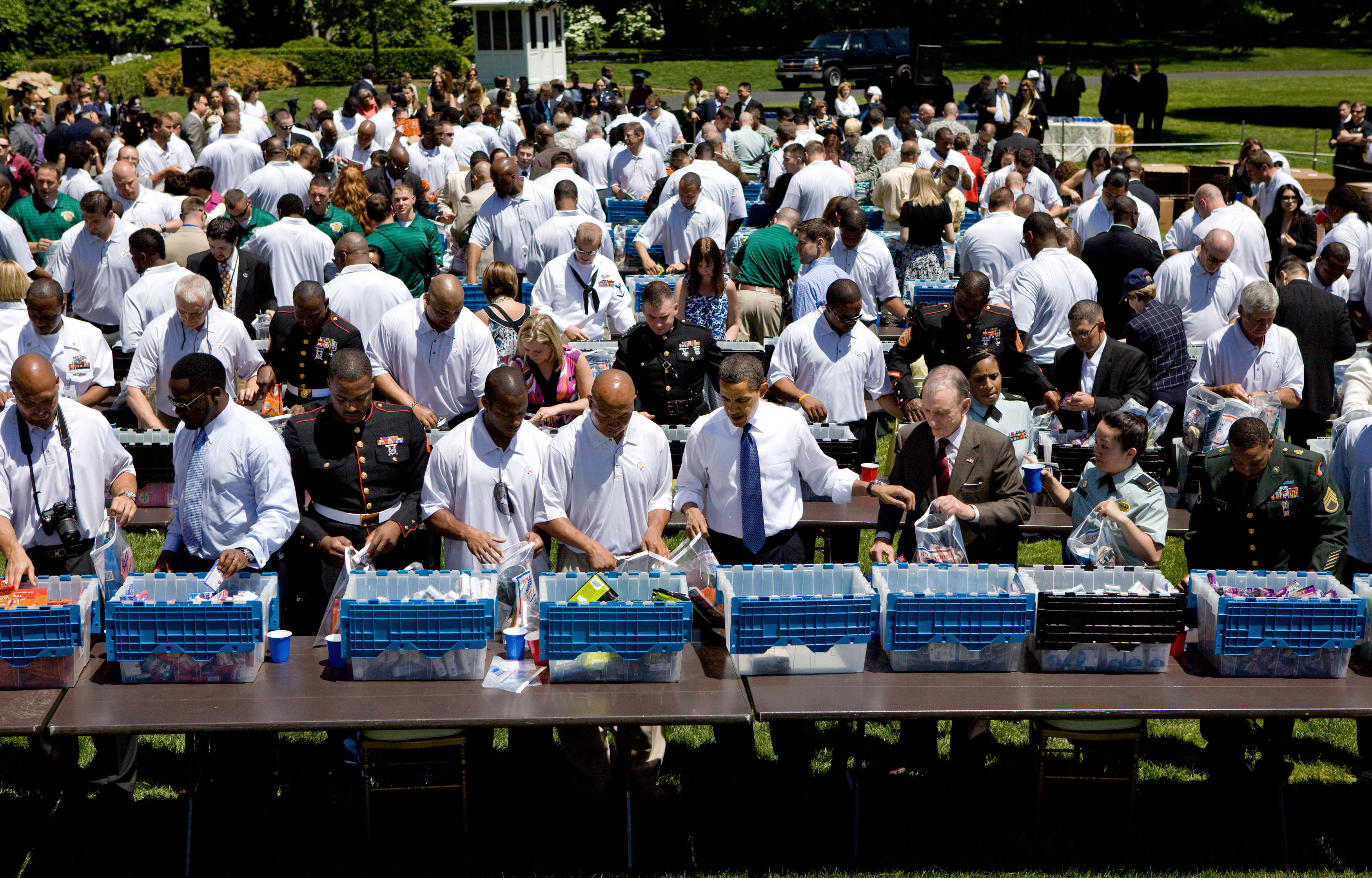
Obama Steelers White House
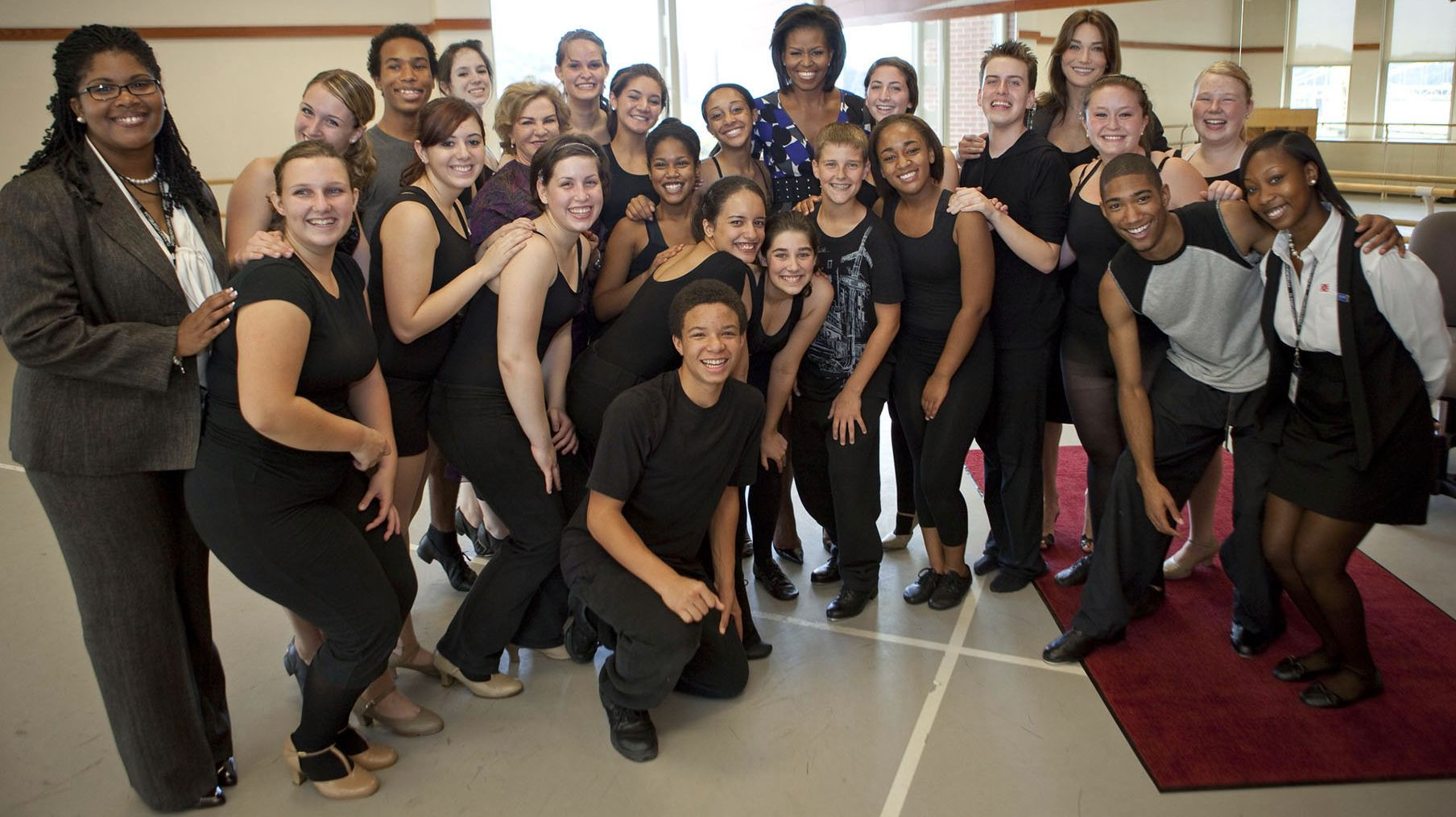
Michelle Obama, Carla Bruni, Marisa Leticia Lula da Silva
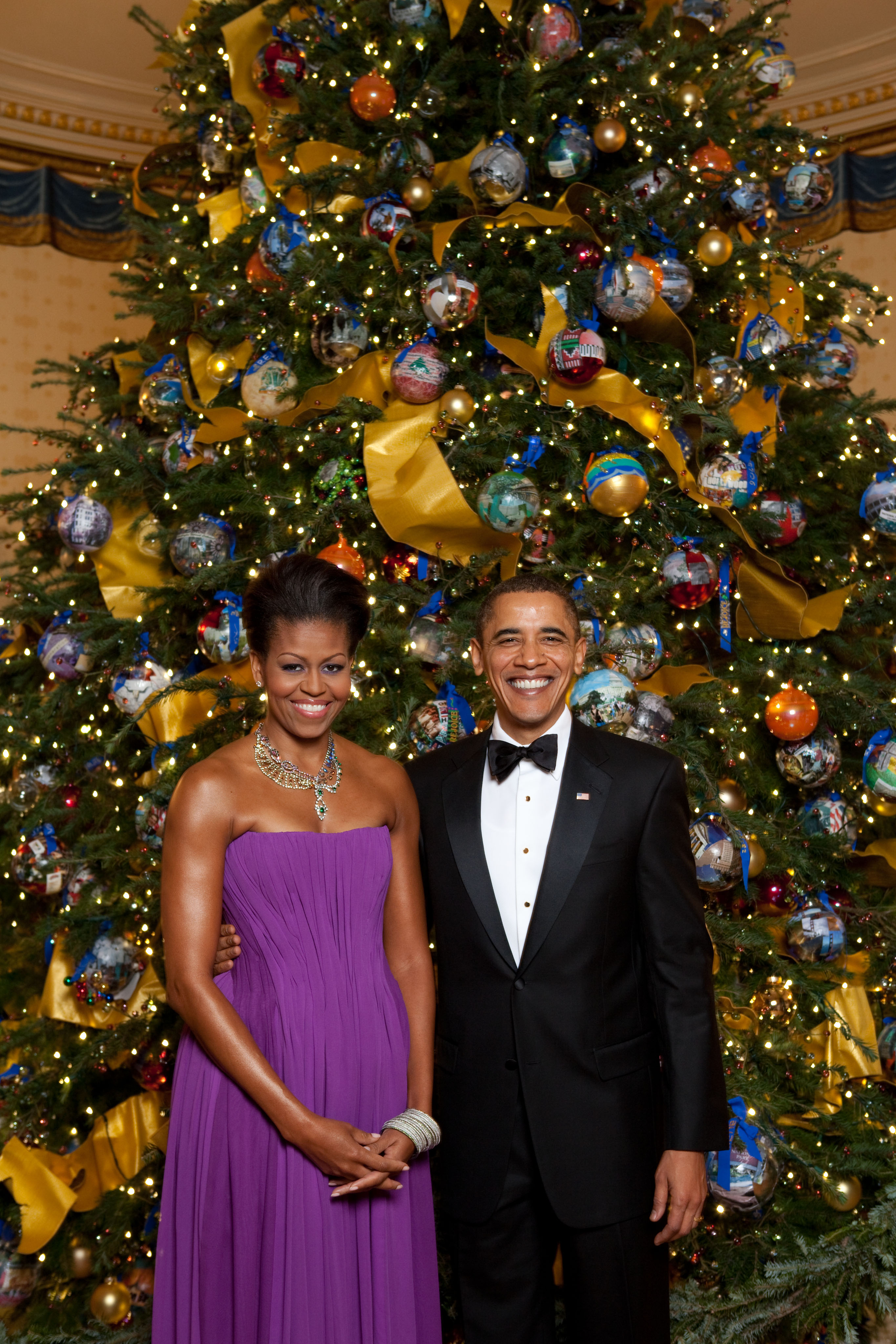
Michelle and Barack Obama pose in front of the official White House Christmas Tree
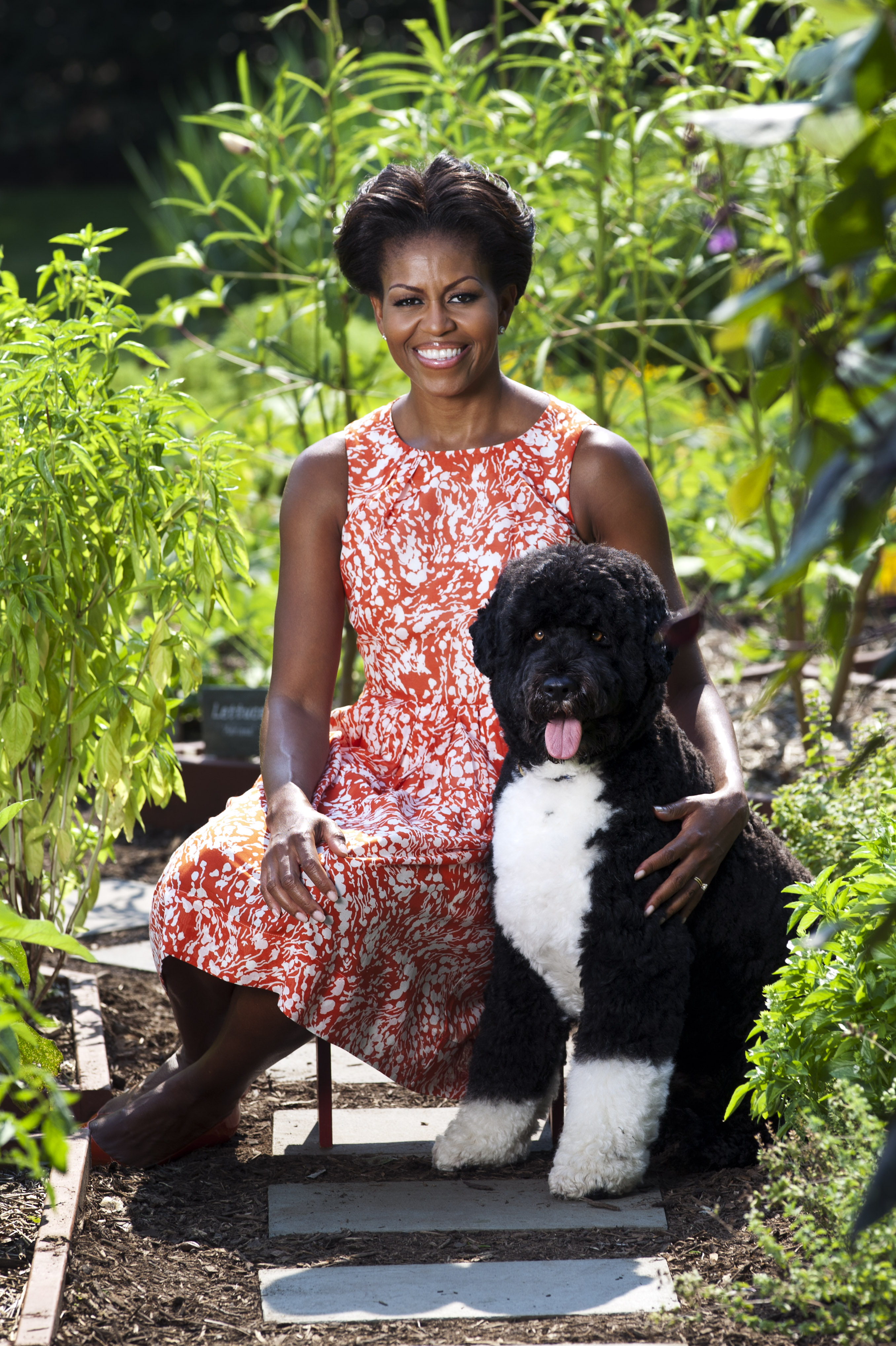
Michelle Obama with Bo official portrait
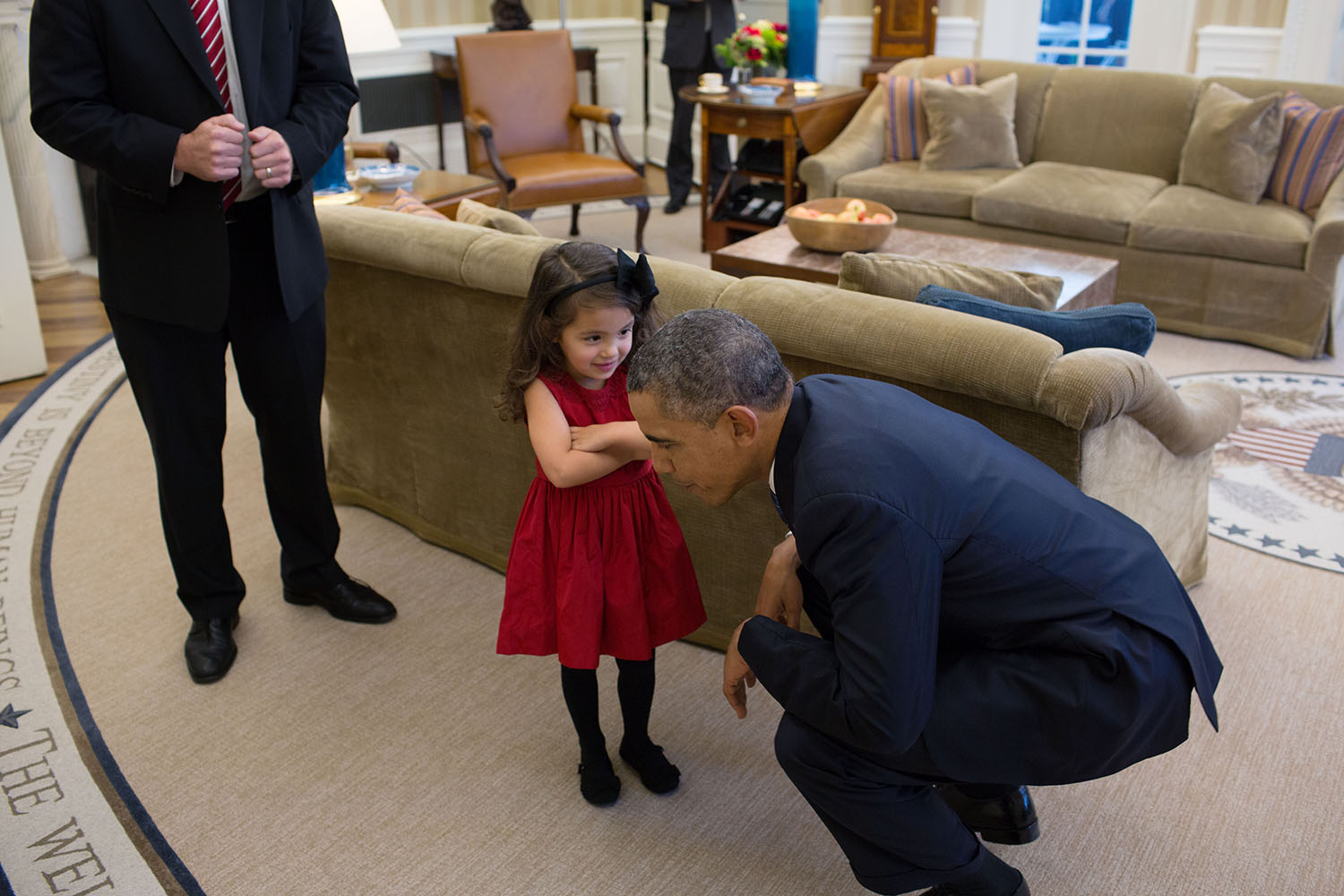
Barack Obama bends down to listen to the daughter of a departing U.S. Secret Service agent, 2013
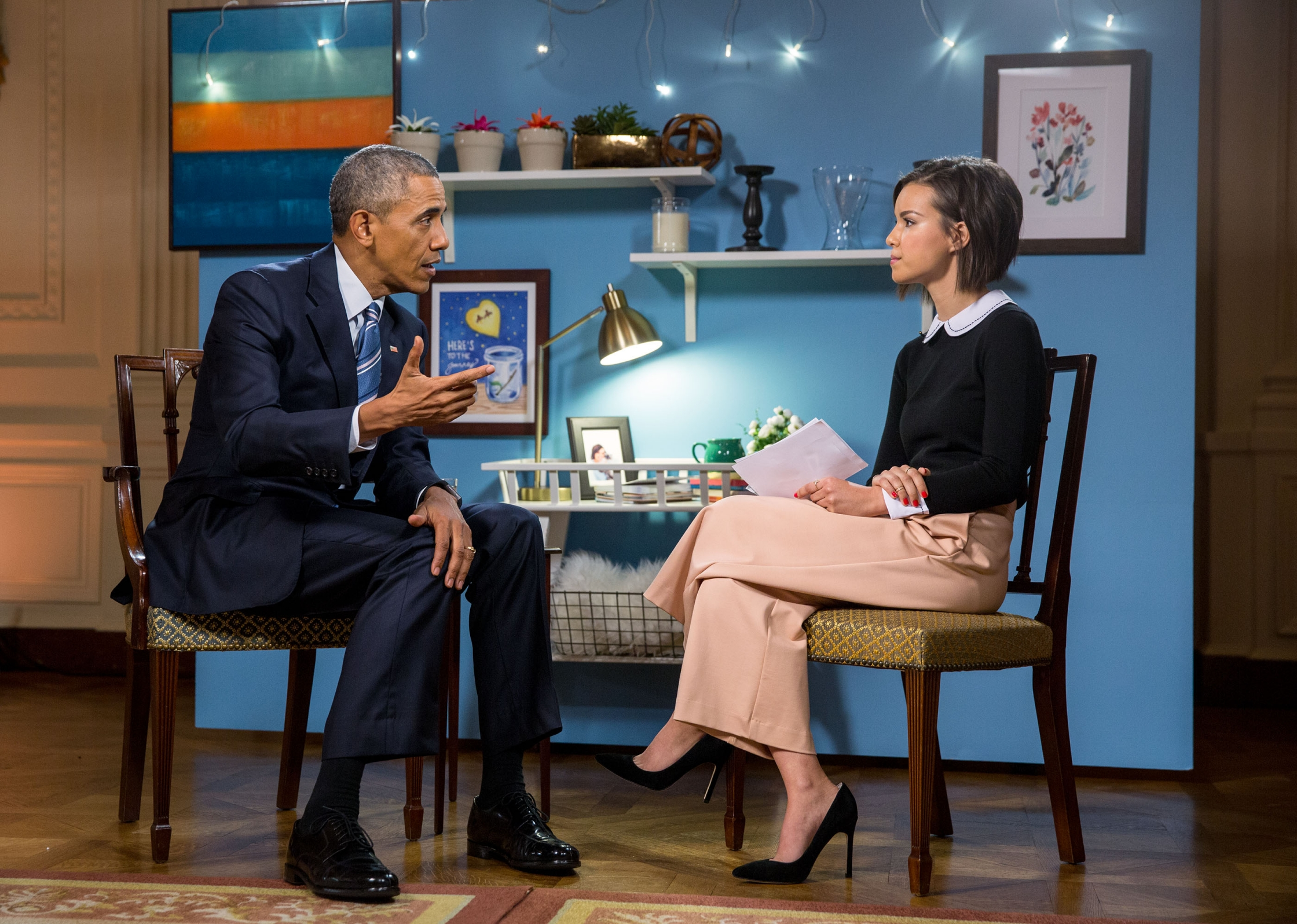
Ingrid Nilsen (Missglamorazzi) interviews Barack Obama
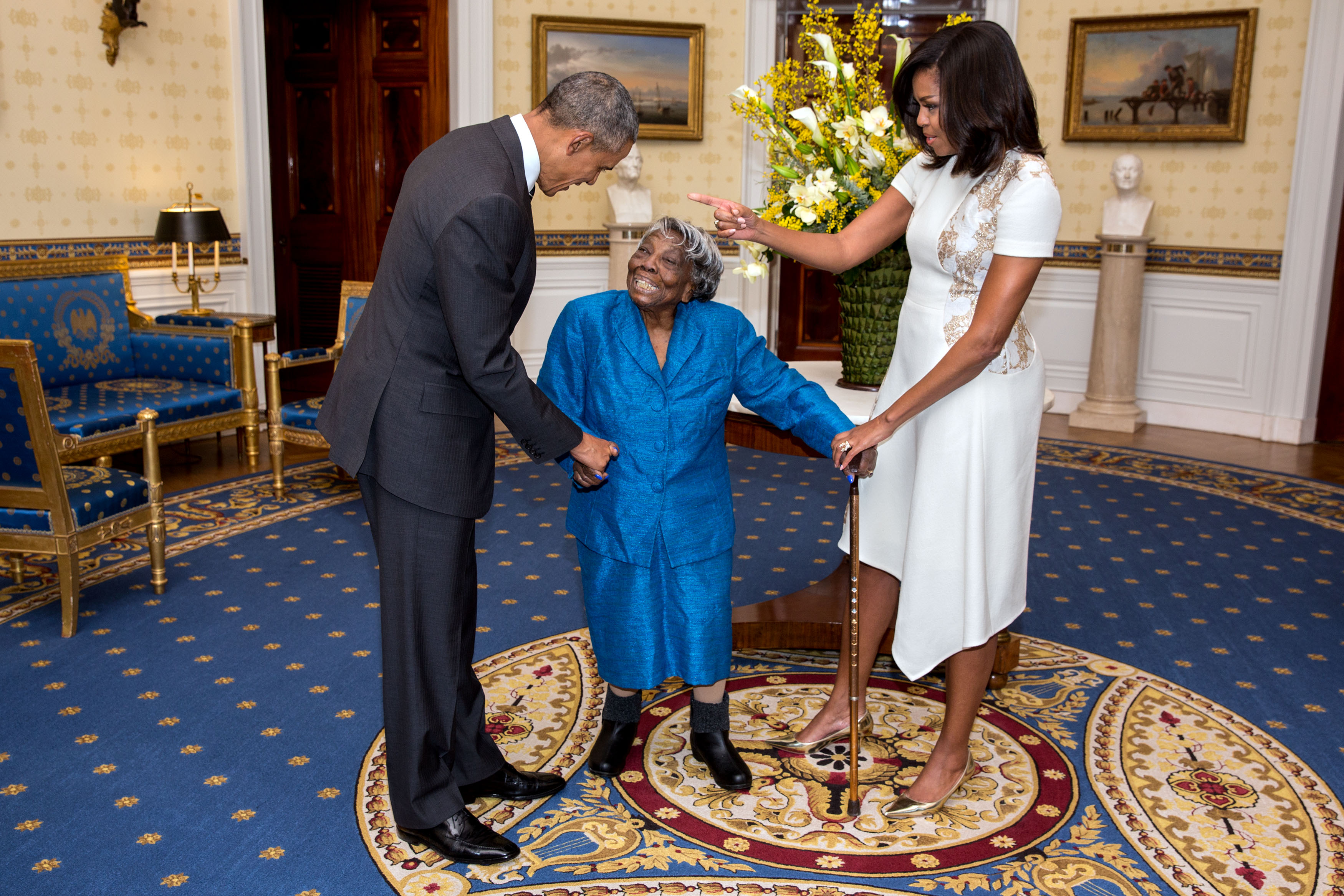
Barack Obama and Michelle Obama greet 106-Year-Old Virginia McLaurin during a photo line in the Blue Room of the White House prior to a reception celebrating African American History Month, 2016
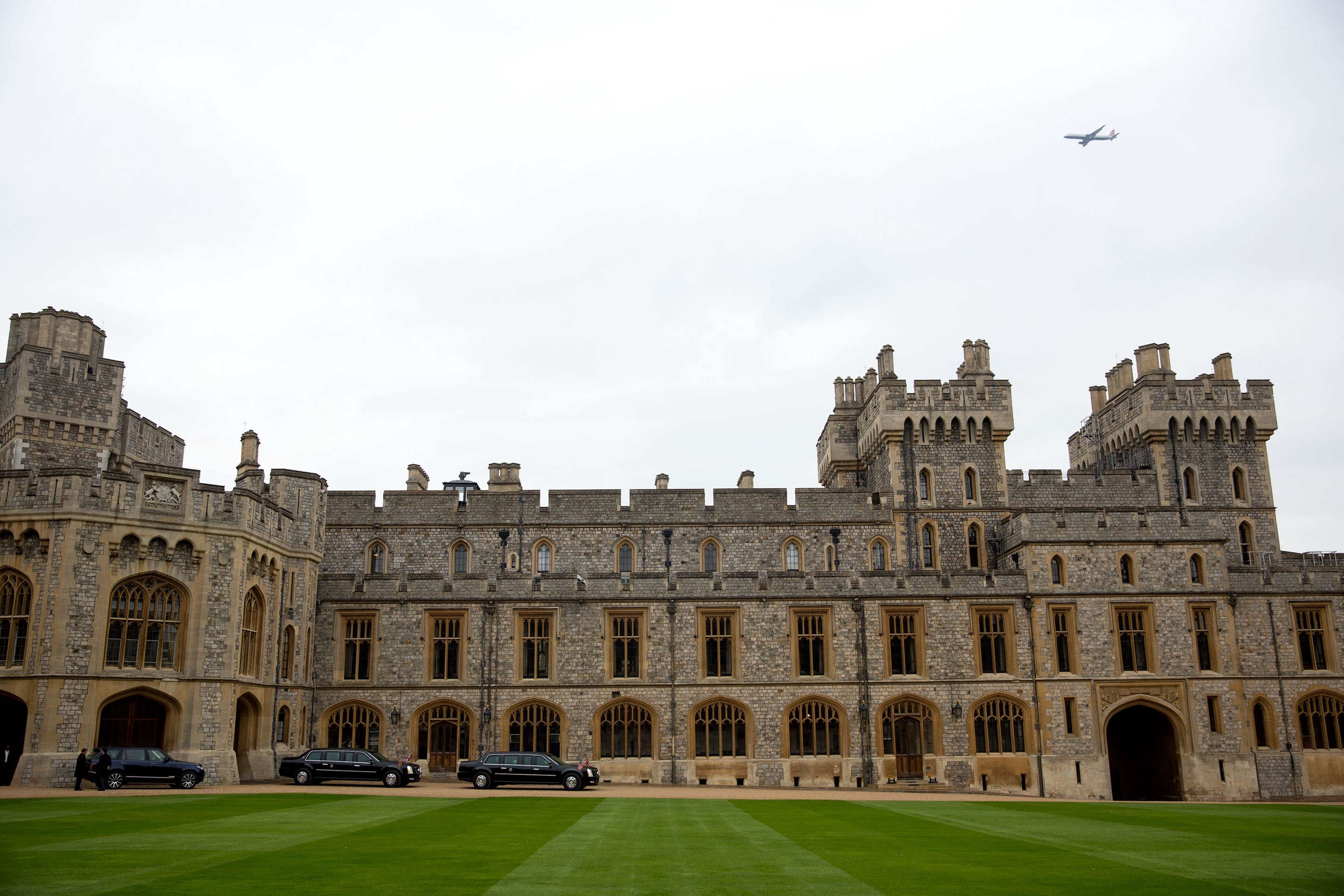
Barack Obama's trip to the United Kingdom, 2016
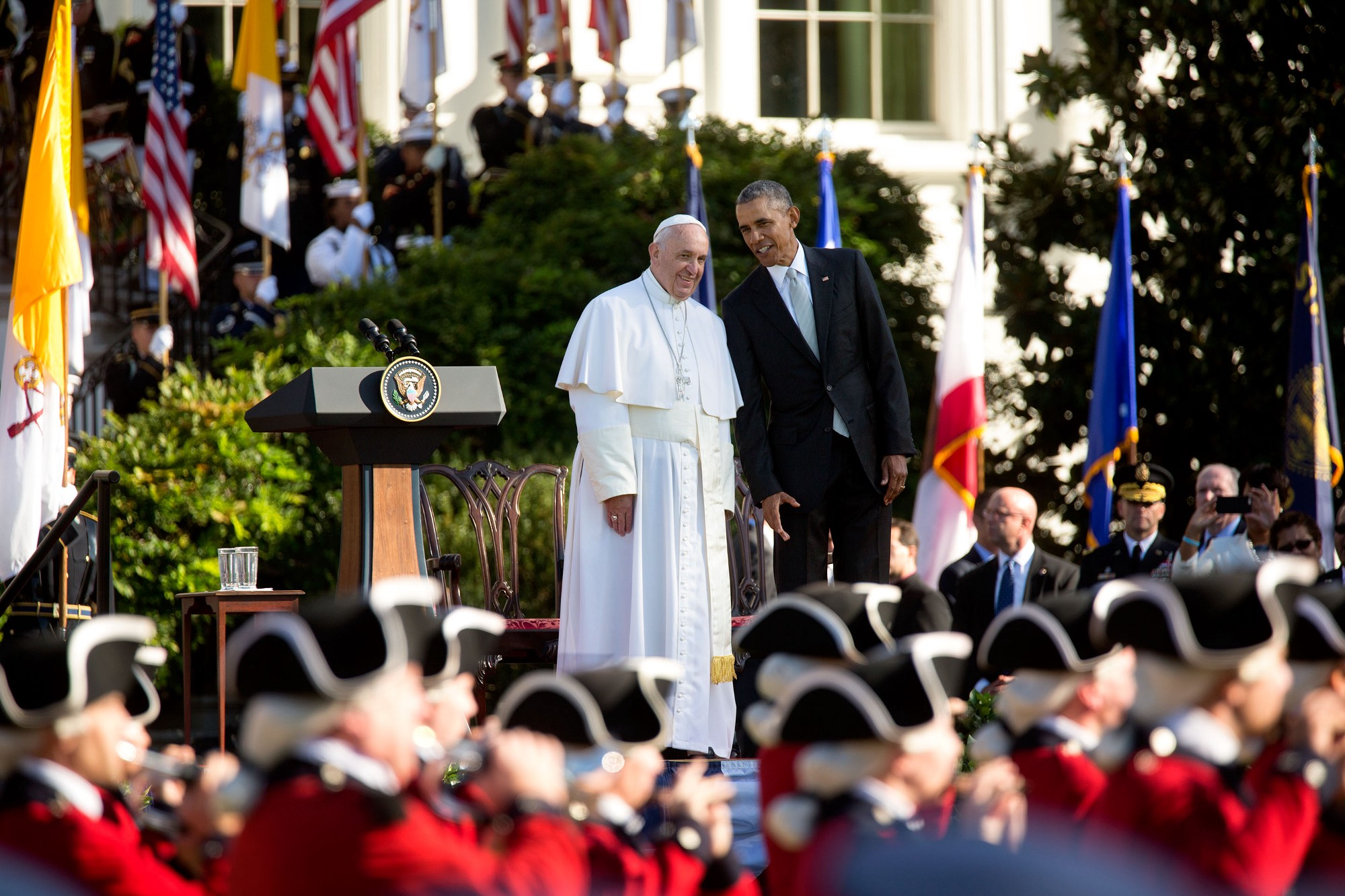
Pope Francis and Barack Obama at the White House
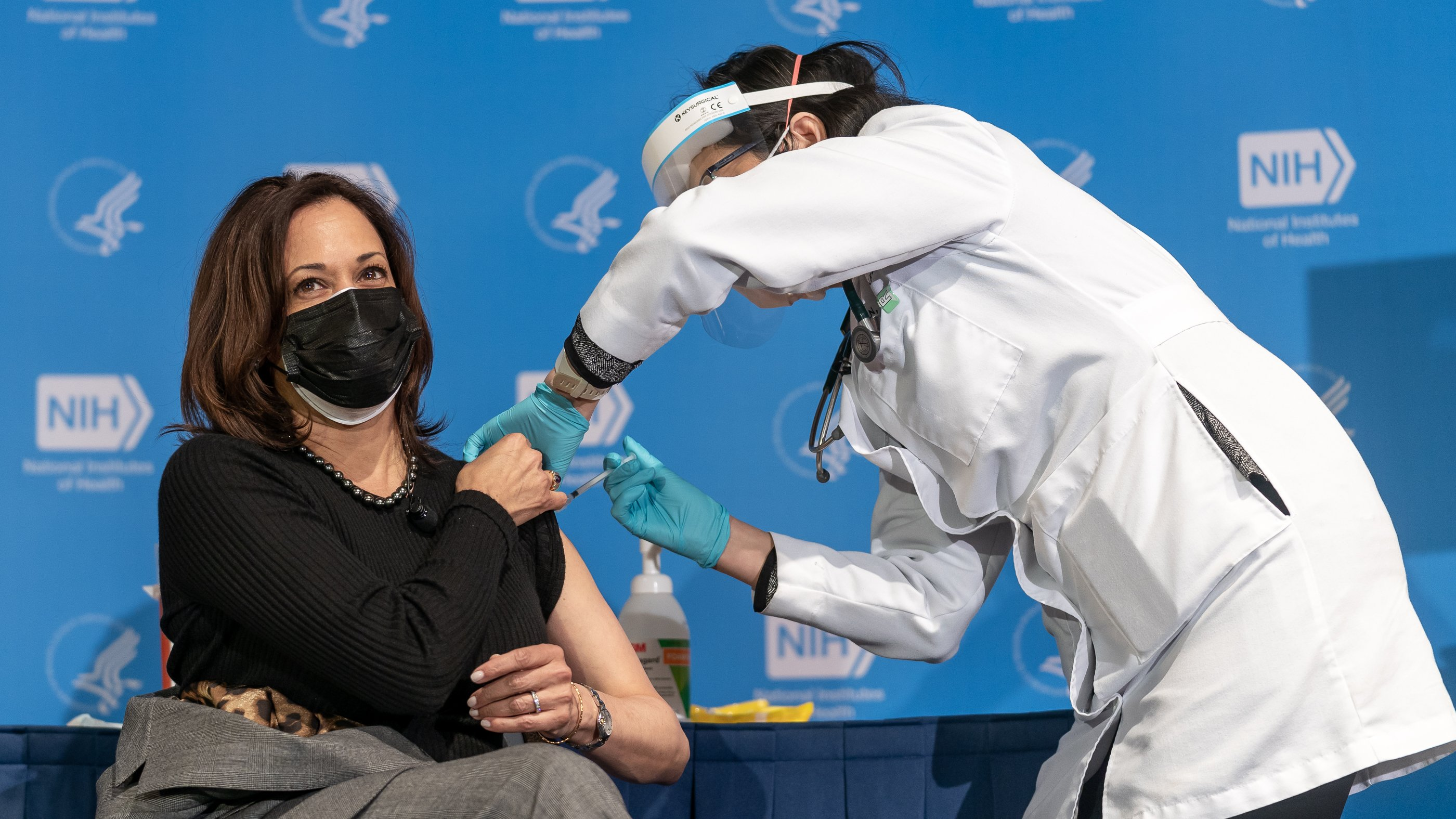
Kamala Harrisová dostává druhou vakcínu proti nemoci COVID-19